# Monteagudo (Bolivie)
Pour les articles homonymes, voir Monteagudo.
Monteagudo est une ville du département de Chuquisaca en Bolivie située dans la province d'Hernando Siles. Sa population s'élevait à 7 285 habitants en 2001.